# Mejor quinteto de rookies de la WNBA
El mejor quinteto de rookies de la WNBA (WNBA All-Rookie Team) es un honor anual de la Asociación Nacional de Baloncesto Femenino (Women's National Basketball Association) o (WNBA) otorgado desde la temporada 2005 a las mejores novatas en la temporada regular. La votación se lleva a cabo por los entrenadores en jefe de la WNBA, a los cuales no se les permite votar por jugadoras de su propio equipo. Cada entrenador selecciona cinco jugadoras. Una jugadora recibe un punto por cada voto que reciben. El Equipo de novatos se compone generalmente de cinco mujeres. En el caso de empate en la quinta posición, la lista se amplía a seis jugadoras. El equipo se forma sin importar las posiciones. Por ejemplo, el equipo de novatas puede tener cuatro jugadoras interiores, y una base. 
Candace Parker de Los Angeles Sparks fue elegida como miembro del  Equipo de rookies o novatas y ganó el premio al MVP de la Temporada de la WNBA en la misma temporada. Esta hazaña nunca antes se había logrado. En la NBA, sólo Wes Unseld lo ha logrado. 

## Ganadoras
| Jugadora (en negrita) | Indica que ganó el premio al Rookie del Año de la WNBA    |
| Jugadora (en cursiva) | Indica que fue seleccionada número 1 del Draft de la WNBA |

| Temporada | Jugadora                 | Equipo                   |
| --------- | ------------------------ | ------------------------ |
| 2005      | Chelsea Newton           | Sacramento Monarchs      |
| 2005      | Kara Braxton             | Detroit Shock            |
| 2005      | Katie Feenstra           | San Antonio Silver Stars |
| 2005      | Tan White                | Indiana Fever            |
| 2005      | Temeka Johnson           | Washington Mystics       |
| 2006      | Seimone Augustus         | Minnesota Lynx           |
| 2006      | Cappie Pondexter         | Phoenix Mercury          |
| 2006      | Candice Dupree           | Chicago Sky              |
| 2006      | Sophia Young             | San Antonio Silver Stars |
| 2006      | Monique Currie           | Charlotte Sting          |
| 2007      | Armintie Price           | Chicago Sky              |
| 2007      | Sidney Spencer           | Los Angeles Sparks       |
| 2007      | Lindsey Harding          | Minnesota Lynx           |
| 2007      | Camille Little           | San Antonio Silver Stars |
| 2007      | Marta Fernández          | Los Angeles Sparks       |
| 2008      | Candace Parker           | Los Angeles Sparks       |
| 2008      | Candice Wiggins          | Minnesota Lynx           |
| 2008      | Sylvia Fowles            | Chicago Sky              |
| 2008      | Nicky Anosike            | Minnesota Lynx           |
| 2008      | Matee Ajavon (empate)    | Houston Comets           |
| 2008      | Amber Holt (empate)      | Connecticut Sun          |
| 2009      | Angel McCoughtry         | Atlanta Dream            |
| 2009      | DeWanna Bonner           | Phoenix Mercury          |
| 2009      | Shavonte Zellous         | Detroit Shock            |
| 2009      | Renee Montgomery         | Minnesota Lynx           |
| 2009      | Marissa Coleman          | Washington Mystics       |
| 2010      | Tina Charles             | Connecticut Sun          |
| 2010      | Monica Wright            | Minnesota Lynx           |
| 2010      | Epiphanny Prince         | Chicago Sky              |
| 2010      | Kelsey Griffin           | Connecticut Sun          |
| 2010      | Kalana Greene            | New York Liberty         |
| 2011      | Maya Moore               | Minnesota Lynx           |
| 2011      | Danielle Robinson        | San Antonio Silver Stars |
| 2011      | Courtney Vandersloot     | Chicago Sky              |
| 2011      | Danielle Adams           | San Antonio Silver Stars |
| 2011      | Liz Cambage              | Tulsa Shock              |
| 2012      | Nneka Ogwumike           | Los Angeles Sparks       |
| 2012      | Glory Johnson            | Tulsa Shock              |
| 2012      | Tiffany Hayes            | Atlanta Dream            |
| 2012      | Samantha Prahalis        | Phoenix Mercury          |
| 2012      | Riquna Williams          | Tulsa Shock              |
| 2013      | Elena Delle Donne        | Chicago Sky              |
| 2013      | Brittney Griner          | Phoenix Mercury          |
| 2013      | Alex Bentley             | Atlanta Dream            |
| 2013      | Kelsey Bone              | New York Liberty         |
| 2013      | Skylar Diggins           | Tulsa Shock              |
| 2014      | Chiney Ogwumike          | Connecticut Sun          |
| 2014      | Odyssey Sims             | Tulsa Shock              |
| 2014      | Kayla McBride            | San Antonio Silver Stars |
| 2014      | Bria Hartley             | Washington Mystics       |
| 2014      | Alyssa Thomas            | Connecticut Sun          |
| 2015      | Jewell Loyd              | Seattle Storm            |
| 2015      | Kiah Stokes              | New York Liberty         |
| 2015      | Brittany Boyd            | New York Liberty         |
| 2015      | Ramu Tokashiki           | Seattle Storm            |
| 2015      | Natalie Achonwa (empate) | Indiana Fever            |
| 2015      | Ana Dabovic (empate)     | Los Angeles Sparks       |
| 2016      | Breanna Stewart          | Seattle Storm            |
| 2016      | Moriah Jefferson         | San Antonio Stars        |
| 2016      | Aerial Powers            | Dallas Wings             |
| 2016      | Imani Boyette            | Chicago Sky              |
| 2016      | Tiffany Mitchell         | Indiana Fever            |
| 2017      | Allisha Gray             | Dallas Wings             |
| 2017      | Kelsey Plum              | San Antonio Stars        |
| 2017      | Brittney Sykes           | Atlanta Dream            |
| 2017      | Kaela Davis              | Dallas Wings             |
| 2017      | Shatori Walker-Kimbrough | Washington Mystics       |
| 2018      | A'ja Wilson              | Las Vegas Aces           |
| 2018      | Ariel Atkins             | Washington Mystics       |
| 2018      | Azurá Stevens            | Dallas Wings             |
| 2018      | Diamond DeShields        | Chicago Sky              |
| 2018      | Kelsey Mitchell          | Indiana Fever            |
| 2019      | Napheesa Collier         | Minnesota Lynx           |
| 2019      | Teaira McCowan           | Indiana Fever            |
| 2019      | Arike Ogunbowale         | Dallas Wings             |
| 2019      | Brianna Turner           | Phoenix Suns             |
| 2019      | Jackie Young             | Las Vegas Aces           |
| 2020      | Crystal Dangerfield      | Minnesota Lynx           |
| 2020      | Julie Allemand           | Indiana Fever            |
| 2020      | Chennedy Carter          | Atlanta Dream            |
| 2020      | Jazmine Jones            | New York Liberty         |
| 2020      | Satou Sabally            | Dallas Wings             |
| 2021      | Michaela Onyenwere       | New York Liberty         |
| 2021      | Dana Evans               | Chicago Sky              |
| 2021      | Aari McDonald            | Atlanta Dream            |
| 2021      | DiDi Richards            | New York Liberty         |
| 2021      | Charli Collier           | Dallas Wings             |
| 2022      | Rhyne Howard             | Atlanta Dream            |
| 2022      | NaLyssa Smith            | Indiana Fever            |
| 2022      | Shakira Austin           | Washington Mystics       |
| 2022      | Queen Egbo               | Indiana Fever            |
| 2022      | Rebekah Gardner          | Chicago Sky              |
| 2023      | Aliyah Boston            | Indiana Fever            |
| 2023      | Jordan Horston           | Seattle Storm            |
| 2023      | Dorka Juhász             | Minnesota Lynx           |
| 2023      | Diamond Miller           | Minnesota Lynx           |
| 2023      | Li Meng                  | Washington Mystics       |
| 2024      | Caitlin Clark            | Indiana Fever            |
| 2024      | Rickea Jackson           | Los Angeles Sparks       |
| 2024      | Angel Reese              | Chicago Sky              |
| 2024      | Kamilla Cardoso          | Chicago Sky              |
| 2024      | Leonie Fiebich           | New York Liberty         |